# نويشتريليتز
نوياشترليتز (بالألمانية: Neustrelitz) هي بلدة ألمانية تقع في ألمانيا في مكلنبورغ فوربومرن. يقدر عدد سكانها بـ 22,275 نسمة .

## المدن التوأمة
مدن روفانييمي، شفايبيش هال، Szczecinek و تشايكوفسكي (بيرم كراي) هي مدن توأمة لـنوياشترليتز.

## أعلام
- ماري فون هسن-كاسل
- أندرياس ديتمير
- أرنو فيشر
- أولاف فينتر
- هربرت فاغنر
- راينر إرنست
- مارك فرانك
- كارل إغرز
- أوغستا أميرة كامبريدج
- كارل الثاني دوق مكلنبورغ ستريليتس